# Chaerephon bregullae
Chaerephon bregullae е вид прилеп от семейство Булдогови прилепи (Molossidae). Видът е застрашен от изчезване.

## Разпространение и местообитание
Разпространен е във Вануату и Фиджи.
Обитава градски и гористи местности и пещери.

## Описание
Популацията на вида е намаляваща.